# Grau (música)
En música, el grau és el lloc que ocupa una determinada nota dins d'una escala, començant a comptar des de la tònica o nota que dona nom a l'escala en qüestió. Així, el primer grau de l'escala de do és la nota do; i el cinquè grau de l'escala de sol és la nota re.
Dins del sistema tonal, cada grau en una escala té un nom:
- 1r grau: tònica
- 2n grau: supertònica
- 3r grau: mediant o modal
- 4t grau: subdominant
- 5è grau: dominant
- 6è grau: superdominant
- 7è grau: sensible o subtònica, segons que es trobi, respectivament, a distància de mig to o d'un to de la tònica.
- 8è grau: tònica

Els graus 1r, 4t i 5è es consideren graus tonals perquè són els que d'una manera especial determinen la tonalitat, mentre que el 3r -especialment-, el 6è i el 7è es consideren graus modals perquè d'una manera més clara determinen el mode o modalitat.